# Berit Mørdre Lammedal
Berit Mørdre Lammedal   (Nes, 16 d'abril de 1940 - 23 d'agost de 2016) fou una esquiadora de fons noruega que destacà entre les dècades del 1960 i 1970.

## Carrera esportiva
Va participar en les proves d'esquí de fons dels Jocs Olímpics d'Hivern de 1968 realitzats a Grenoble (França), on aconseguí finalitzar en desena posició en la prova de 5 km, en la segona posició en la prova de 10 km i, finalment, aconseguí guanyar la medalla d'or en la prova de relleus 3x5 quilòmetres formant part de l'equip noruec.
Participà en els Jocs Olímpics d'Hivern de 1972 realitzats a Sapporo (Japó) on aconseguí guanyar la medalla de bronze en la prova de relleus 3x5 km, a més de finalitzà setena en la prova de 5 km i catorzena en la prova de 10 quilòmetres.
Al llarg de la seva carrera esportiva aconseguí guanyar la medalla de plata en el Campionat del Món d'esquí nòrdic realitzat el 1966 a Oslo (Noruega) en la prova de relleus 3x5 quilòmetres.
El 1971 fou la primera noruega en rebre la medalla Holmenkollen. A nivell nacional va guanyar 13 títols noruecs, sis en 5 km i set en 10 km.